# Miāo
Miāo är en ort i Indien.   Den ligger i delstaten Arunachal Pradesh, i den östra delen av landet, 1 900 km öster om huvudstaden New Delhi. Miāo ligger 233 meter över havet och antalet invånare är 5 328.
Terrängen runt Miāo är varierad. Runt Miāo är det glesbefolkat, med 10 invånare per kvadratkilometer. Det finns inga andra samhällen i närheten. I omgivningarna runt Miāo växer i huvudsak städsegrön lövskog.